# Vechta
Vechta é uma cidade da Alemanha localizada no distrito de Vechta, estado da Baixa Saxônia. A cidade conta com uma universidade, a Universität Vechta e uma faculdade na área de economia e tecnologia, a Private Hochschule für Wirtschaft und Technik. Oferece muitas opções de lazer ao ar livre, como um parque, florestas, ciclovias e trilhas. Além de diversos bares, cafés e clubes. Fica em uma região com muitas indústrias e agricultura. A cidade tem uma estação de trem e é atendida pela NordWestBahn, que a liga a Osnabrück e Bremen em cerca de 1 hora cada trecho, com diversas paradas em cidades pelo caminho.